# Hilum (anatomie)
De term hilum wordt gebruikt om de plaats aan te geven waar bloedvaten, lymfevaten en zenuwen van en naar een orgaan lopen; de poort tot bijvoorbeeld de longen, het hart of de darmen. Het is de plek waar een opening is in het orgaanomringende weivlies waardoor deze niet doorboord hoeft te worden om het orgaan van vaten en zenuwen te voorzien.

Meestal wordt het hilum pulmonis bedoeld; de longpoort waarbij het hilum zich ter hoogte van de overgang van de hoofdbronchus naar de grote bronchiën bevindt.

## Schrijfwijze
Voorheen werd in de officiële nomenclatuur van de anatomie (Nomina Anatomica) het begrip hilus in plaats van hilum gebruikt. In 1977 is dit begrip officieel vervangen door het huidige hilum en is dit de officiële schrijfwijze gebleven tot en met de meest recente uitgave uit 1998. Alleen de schrijfwijze hilum is terug te vinden in het klassieke Latijn.